# Bosko
Bosko è un personaggio dei cartoni animati creato da Hugh Harman e Rudolf Ising. Bosko è stato il primo personaggio ricorrente nelle serie di Leon Schlesinger, nonché la star di quasi quaranta cortometraggi realizzati dalla Warner Bros. In Italia, nei primi anni trenta, era conosciuto come Bruscolo.

## Creazione e primo film
Le origini di Bosko risalgono al 1927. In quell'anno, Hugh Harman e Rudy Ising lavoravano ancora agli Studi Disney su una serie conosciuta come Alice Comedies. Harman creò Bosko per approfittare della moda del parlato che stava prendendo piede nell'industria cinematografica. Harman iniziò a pensare ad un cartone sonoro nel 1927, prima di lasciare la Disney. Preparò dei disegni del nuovo personaggio e ci appose il copyright il 3 gennaio 1928. Il personaggio venne registrato come “Ragazzo negro” con il nome di Bosko.
Dopo aver lasciato la Disney nella primavera del 1928, Harman ed Ising andarono alla Universal Studios a lavorare per Charles Mintz alla seconda stagione del cartoon Oswald the Lucky Rabbit. Nell'aprile del 1929 si mossero nuovamente, lasciarono la Universal per vendere il loro nuovo personaggio. A maggio produssero un corto pilota, simile ai cartoni animati di Max Fleischer, intitolandolo Bosko, the Talk-Ink Kid, che mostrò la loro abilità di sincronizzare la colonna sonora ai movimenti di danza ed alle parole del personaggio. Il cartone, senza una vera trama, si apre con Ising al tavolo di lavoro. Dopo aver disegnato Bosko, il personaggio prende vita, parla, canta e balla. Ising allora rimette Bosko nel calamaio e il cartone termina. Il cortometraggio è una pietra miliare della storia dell'animazione, in quanto è il primo a contenere il discorso sincronizzato. Venne poi venduto a vari acquirenti, fino a quando Leon Schlesinger offrì ai due cartoonist un contratto per produrre una serie di cartoni per la Warner Bros.

## Bosko ed iLooney Tunes
Leon Schlesinger vide il cortometraggio test di Harman ed Ising ed ingaggiò i due per produrre cartoni animati al suo studio da vendere poi alla Warner Bros. Bosko divenne la star della nuova serie intitolata Looney Tunes, vestiva pantaloni lunghi e cappello ed aveva una fidanzata chiamata Honey ed un cane chiamato Bruno. A volte era accompagnato da un gatto randagio chiamato Wilbur.
Anche se Harman ed Ising avevano basato l'aspetto di Bosko su Felix the Cat, il personaggio, così come Topolino, trae la sua personalità dai protagonisti degli show degli anni trenta, quali Minstrel e Vaudeville. In linea con lo stereotipo degli show, a Bosko viene naturale cantare, ballare e suonare ogni strumento che trova. Nei primi cartoni (doppiato da Carman Maxwell), inoltre, parlava con marcato accento afroamericano; la voce è stata poi cambiata ed adeguata ad un tono di falsetto. Nonostante la somiglianza tra Bosko e gli attori degli show, Ising negò che il personaggio volesse essere una caricatura delle persone di colore.
Dalla prima uscita come membro dei Looney Tunes in Sinkin' in the Bathtub, Bosko apparirà in altri 39 pellicole musicali. I suoi cartoni sono caratterizzati da una trama molto esile, supportata però dall'abbondanza di musica, canti e balli. Erano i primi anni dei cartoni sonori, ed il pubblico era molto attirato dal fatto che il personaggio parlasse e si muovesse in contemporanea con la musica. In termini di animazione, i cortometraggi erano alla pari con quelli della Disney. Harman ed Ising erano autorizzati a costi di produzione fino a 6.000 dollari a cartone. Nello stesso periodo, Disney spendeva intorno ai 10.000 dollari per cartone.
Il budget minore costringeva Harman ed Ising a riciclare la pellicola più spesso di quanto faceva Disney. In termini di musica e registrazione del suono, però, la Warner Bros. aveva a disposizione l'accesso ad una fornita galleria musicale con tutte le canzoni più popolari, attrezzature e staff per i suoni, tutto gratis; cosa che invece Disney doveva pagare di tasca sua.
Disney aveva anche un altro handicap: dove affidarsi per la maggior parte alla musica di pubblico dominio. Inoltre, Harman ed Ising non dovevano preoccuparsi dei dettagli riguardanti la distribuzione dei loro cartoni, cosa di cui si occupava la Warner.
Anche se possono sembrare noiosi e rudimentali comparati agli standard di oggi, i film di Bosko erano abbastanza popolari e all'inizio degli anni trenta competé con Topolino.

## Bosko alla MGM
Nel 1933, Harman ed Ising lasciarono la Warner Bros. a causa di contestazioni sul budget con Schlesinger. Avendo imparato dall'esperienza di Walt Disney con Oswald the Lucky Rabbit, avevano tenuto tutti i diritti sul personaggio di Bosko e lo portarono con loro. I due trovarono lavoro alla MGM dove lanciarono la serie animata delle Happy Harmonies. Inizialmente, Bosko appariva con le sue sembianze originarie ed alcune delle animazioni preparate per i Looney Tunes furono riutilizzate. Dopo solo due cartoni, il personaggio venne ridisegnato e diventò un bambino di colore con un'immaginazione iperattiva. Questo nuovo Bosko, considerato da molti un personaggio completamente diverso nonostante avesse lo stesso nome, apparve in pochi cartoni e poi Harman ed Ising interruppero la produzione.

## Bosko in televisione
I cartoni di Bosko furono dimenticati fino all'avvento della televisione. Finché i film potevano essere proiettati a poco prezzo, i programmatori li proponevano in rotazione continua durante gli anni cinquanta. I cartoni di Bosko andarono in onda fino agli anni novanta su Nickelodeon e su Cartoon Network.
In un episodio della serie Tiny Toon Adventures, Baby Bunny aveva sentito parlare di Honey da un dipendente della Acme Looniversity ed era stata convinta da una misteriosa voce a costruire un teatro che rappresentasse solo cartoni di Honey. Baby lo costruisce e scopre che il misterioso dipendente con il quale aveva parlato altri non è che Bosko. Stranamente il cartone raffigura Bosko ed Honey come creature simili a cani e che ricordano i personaggi degli Animaniacs, (o anche Oswald) presumibilmente per non offendere gli spettatori con le vecchie sembianze afroamericane. Un'altra ragione può essere l'utilizzo di questo episodio come “ponte” tra i Tiny Toons e gli Animaniacs. In un'altra breve apparizione, Bosko è raffigurato in un quadro durante una scena del film Space Jam, questa volta con il suo aspetto originale.